# Bruno Fallaci
Bruno Fallaci (Firenze, 2 febbraio 1893 – Firenze, 13 dicembre 1972) è stato un giornalista italiano.

## Biografia
Proveniente da una famiglia di modeste origini, mostrò fin da giovane un'inclinazione al mestiere di scrivere. Interruppe gli studi per dedicarsi al giornalismo a tempo pieno. 
Negli anni venti fu responsabile della Terza pagina del quotidiano fiorentino La Nazione, diretto da Aldo Borelli. Negli anni trenta, quando Borelli passò alla direzione del Corriere della Sera, lo volle caporedattore dell'edizione pomeridiana del quotidiano milanese. Dopo l'8 settembre 1943 si diede alla macchia e collaborò ai fogli clandestini della Resistenza toscana.
Dopo la Liberazione tornò a Milano, dove fu tra i fondatori del quotidiano del pomeriggio Corriere Lombardo (1945). Nel 1951 Mondadori lo chiamò alla direzione del settimanale Epoca. La direzione terminò dopo soli tre anni per divergenze di vedute con l'editore.

Bruno Fallaci ebbe un ruolo nella formazione della nipote Oriana, di cui fu maestro di scrittura. Fu anche scopritore di talenti: assunse Alberto Cavallari ed Enzo Biagi a Epoca. Aveva conosciuto Biagi a Firenze nei giorni della liberazione del capoluogo fiorentino (1944).
Nel 1920 si sposò con la scrittrice Gianna Manzini, la quale lo lasciò nel 1933. Successivamente fu legato all'attrice Olga Villi. Si sposò in seconde nozze con Anna Desolina Boccellari.
Morì di cancro a Firenze e venne sepolto nel cimitero degli Allori, luogo di sepoltura della famiglia Fallaci.
Nel 2017 è morta la seconda moglie. Gli eredi hanno donato i libri di Bruno Fallaci al comune di Gragnano Trebbiense (PC).